# Andrena sibthorpi
Andrena sibthorpi is een vliesvleugelig insect uit de familie Andrenidae. De wetenschappelijke naam van de soort is voor het eerst geldig gepubliceerd in 1952 door Mavromoustakis.